# Championnat du Kazakhstan de football 2007
Navigation
Saison précédente Saison suivante
La saison 2007 du championnat du Kazakhstan de football était la 16e édition de la première division kazakhe, la Super-Liga. Les seize meilleures équipes du pays sont regroupées au sein d'une poule unique, où tous les clubs s'affrontent en matchs aller et retour. À la fin du championnat, les deux derniers sont relégués et remplacés par les deux meilleures équipes de Perveja Liga, la deuxième division kazakhe.
C'est le FC Aktobe qui remporte le titre après avoir terminé en tête du classement final du championnat, avec 8 points d'avance sur le FC Tobol Koustanaï, vainqueur de la Coupe du Kazakhstan et 14 sur le FC Shakhtyor Karagandy. Le tenant du titre, le FC Astana, ne termine qu'à la 8e place à... 34 points du FC Aktobe, qui remporte là le 2e titre de champion du Kazakhstan de son histoire.
L'un des deux clubs promus de Perveja Liga, le FC Avangard, déclare forfait avant le début de la saison, ce qui permet au FC Kaysar d'être repêché et de pouvoir participer au championnat cette année.

## Les 16 clubs participants
| - FK Atyrau - FC Astana - FC Tobol Koustanaï - FC Yesil Bogatyr - FC Aktobe - FC Ekibastuzets Ekibastuz - FK Taraz - FC Kaysar - Repêché de Perveja Liga | - FC Shakhtyor Karagandy - FC Irtych Pavlodar - FC Vostok - FC Kairat Almaty - FC Okjetpes Kokchetaou - FC Ordabasy Chymkent - FC Zhetysu Taldykorgan - Promu de Perveja Liga - FC Almaty |

## Compétition
Le barème de points servant à établir les classements se décompose ainsi :
- Victoire : 3 points
- Match nul : 1 point
- Défaite : 0 point

### Classement
| Rang | Équipe                          | Pts | J  | G  | N  | P  | Bp | Bc | Diff |
| ---- | ------------------------------- | --- | -- | -- | -- | -- | -- | -- | ---- |
| 1    | FC Aktobe                       | 72  | 30 | 22 | 6  | 2  | 55 | 12 | +43  |
| 2    | FC Tobol Koustanaï (C)          | 64  | 30 | 19 | 7  | 4  | 60 | 20 | +40  |
| 3    | FC Shakhtyor Karagandy          | 58  | 30 | 17 | 7  | 6  | 45 | 23 | +22  |
| 4    | FC Irtysh Pavlodar              | 52  | 30 | 16 | 4  | 10 | 34 | 27 | +7   |
| 5    | FC Zhetysu Taldykorgan (P)      | 46  | 30 | 13 | 7  | 10 | 33 | 32 | +1   |
| 6    | FC Almaty                       | 44  | 30 | 13 | 5  | 12 | 35 | 32 | +3   |
| 7    | FC Vostok                       | 41  | 30 | 12 | 5  | 13 | 30 | 38 | -8   |
| 8    | FC Astana (T) -3                | 38  | 30 | 11 | 8  | 11 | 34 | 25 | +9   |
| 9    | FC Ordabasy Chymkent            | 38  | 30 | 9  | 11 | 10 | 28 | 29 | -1   |
| 10   | FC Kaysar                       | 37  | 30 | 10 | 7  | 13 | 27 | 37 | -10  |
| 11   | FC Yesil Bogatyr                | 37  | 30 | 8  | 13 | 9  | 24 | 28 | -4   |
| 12   | FC Ekibastuzets Ekibastuz exclu | 32  | 30 | 8  | 8  | 14 | 28 | 38 | -10  |
| 13   | FC Kairat Almaty                | 30  | 30 | 9  | 3  | 18 | 23 | 43 | -20  |
| 14   | FK Atyrau                       | 30  | 30 | 8  | 6  | 16 | 29 | 39 | -10  |
| 15   | FC Okjetpes Kokchetaou          | 29  | 30 | 8  | 5  | 17 | 26 | 56 | -30  |
| 16   | FK Taraz                        | 15  | 30 | 3  | 6  | 21 | 16 | 50 | -34  |

|  | Qualification pour la Ligue des champions 2008-2009                                   |
|  | Qualification pour la Coupe UEFA 2008-2009                                            |
|  | Qualification pour la Coupe Intertoto 2008                                            |
|  | Relégation en Perveja Liga                                                            |
|  | (T) Tenant du titre (C) Vainqueur de la Coupe du Kazakhstan (P) Promu de Perveja Liga |

- Le FC Ekibastuzets Ekibastuz est exclu du championnat pour comportement anti-sportif lors de la rencontre de la 30e journée face au FC Kairat Almaty. Il est donc automatiquement relégué en deuxième division.
- Le FC Zhenis Astana reçoit une pénalité de 3 points pour violation du règlement, cette décision sera révoquée ultérieurement.

## Bilan de la saison
| Championnat du Kazakhstan de football 2007 |                           |
| Champion                                   | FC Aktobe (2e titre)      |
| Coupes et trophées                         |                           |
| Vainqueur de la Coupe du Kazakhstan 2007   | FC Tobol Koustanaï        |
| Qualifications continentales               |                           |
| Ligue des champions 2008-2009 Premier tour | FC Aktobe                 |
| Coupe UEFA 2008-2009 Premier tour          | FC Tobol Koustanaï        |
| Coupe UEFA 2008-2009 Premier tour          | FC Shakhtyor Karagandy    |
| Coupe Intertoto 2008                       | FC Zhetysu Taldykorgan    |
| Promotions et relégations                  |                           |
| Promus en Super-Liga                       | FC Energetik Pavlodar     |
| Promus en Super-Liga                       | FC Megasport              |
| Relégués en Perveja Liga                   | FC Ekibastuzets Ekibastuz |
| Relégués en Perveja Liga                   | FK Taraz                  |